# 緬濟萊謝
緬濟萊謝（波蘭語：Międzylesie，發音：[mʲɛnd͡zɨˈlɛɕɛ]）是波蘭下西里西亞省的城鎮，位於該國西南部，距離省會弗罗茨瓦夫112公里，毗鄰與捷克接壤的邊境，面積14.37平方公里，2024年人口2,375。

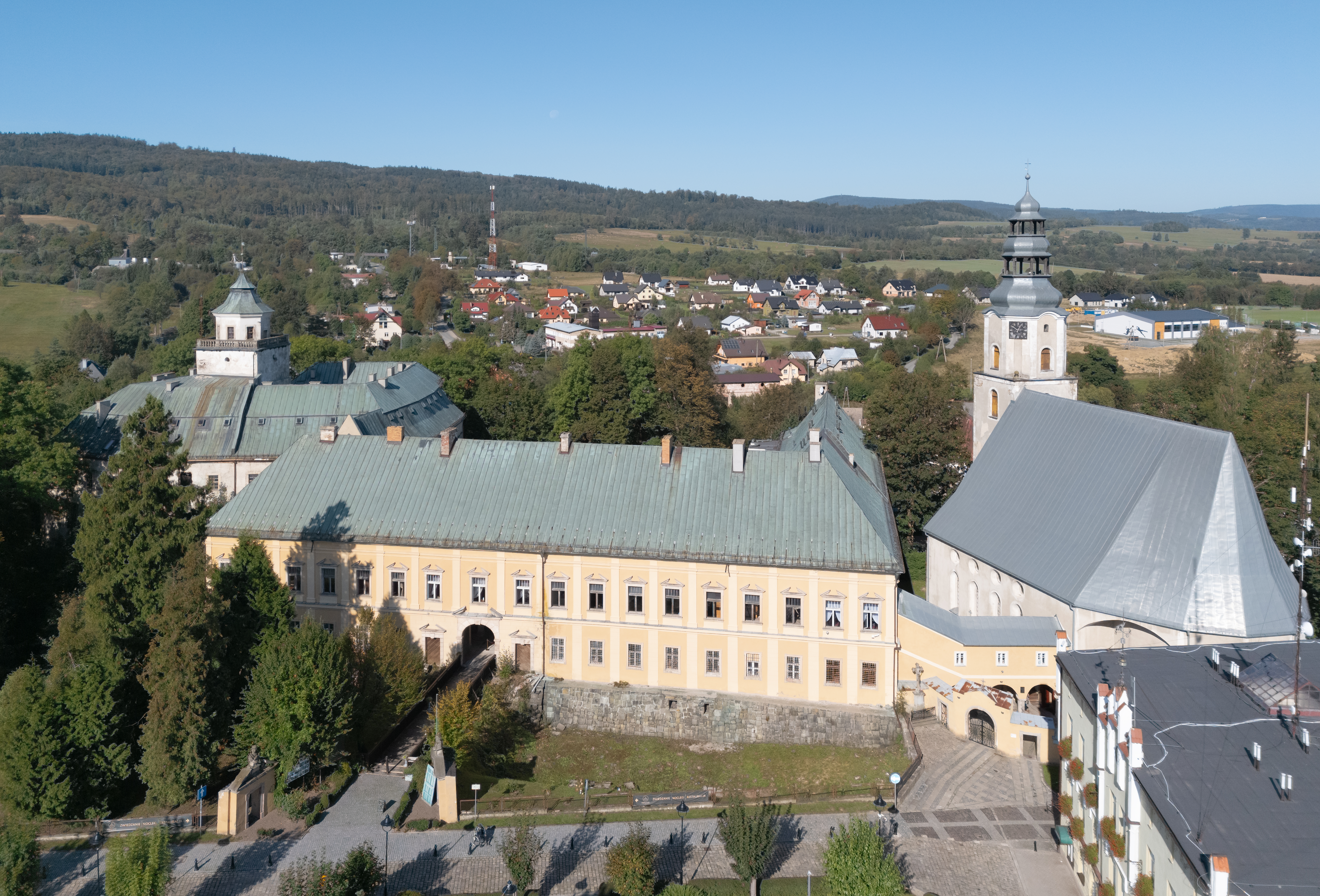